# Lawinenauslösung mit einer Seilbahn

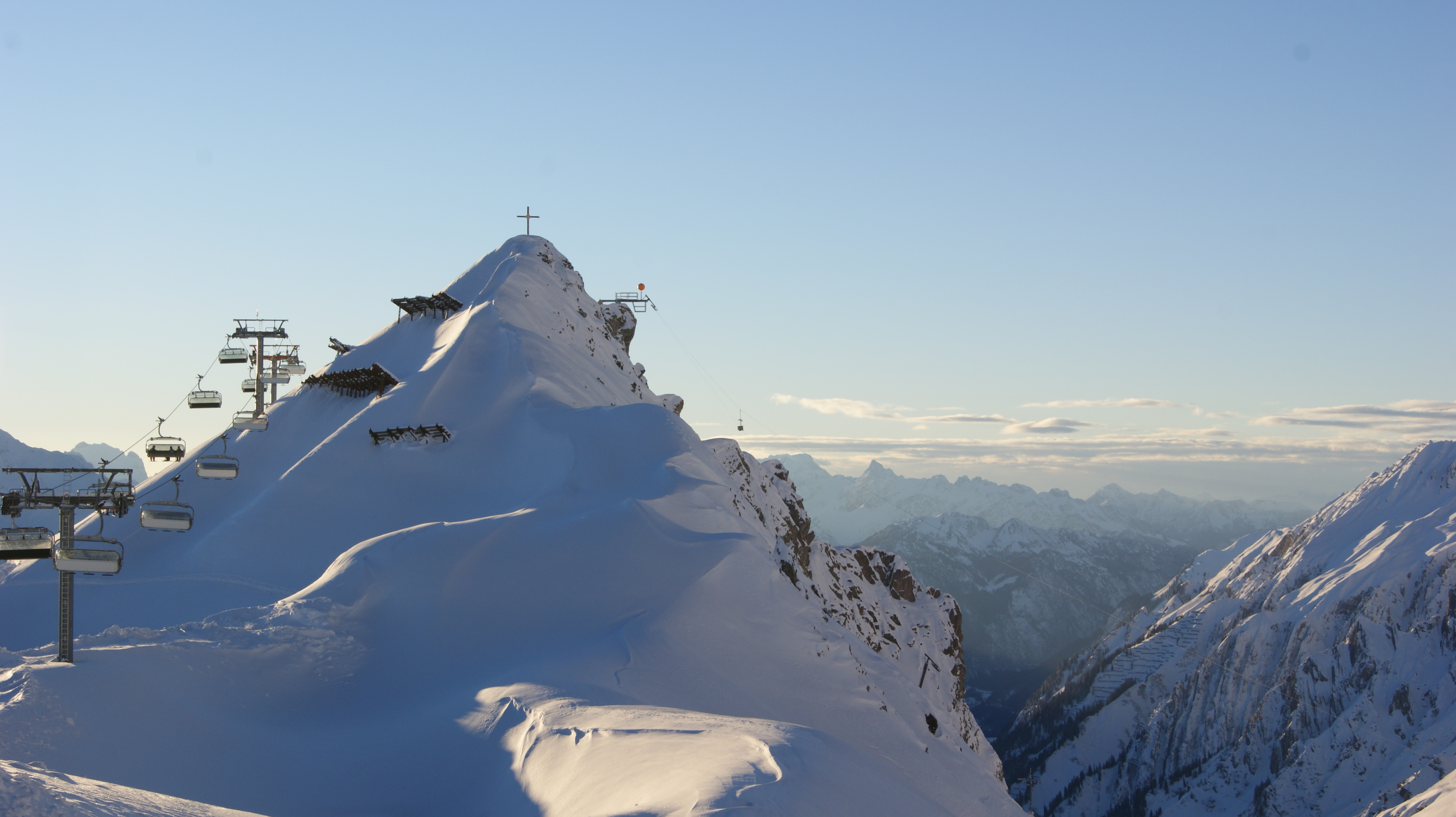
Lawinensprengseilbahn Valfagehr in Klösterle, Alpe Rauz, Vorarlberg, Österreich. Links die Sechser-Sesselbahn, in der Mitte der Pfannenkopf und rechts die Sprengseilbahn

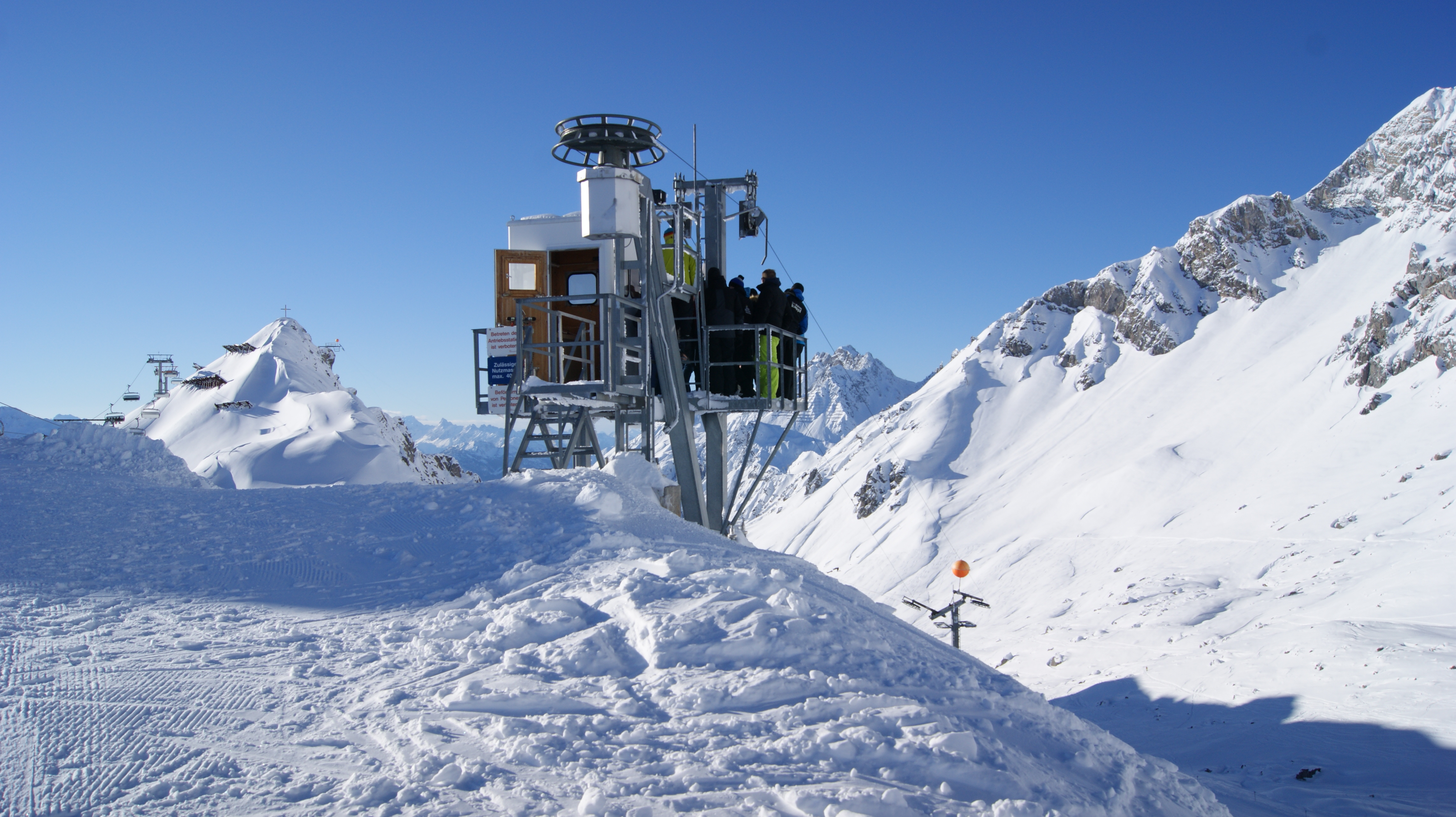
Antriebsstation der Sprengseilbahn Valfagehr

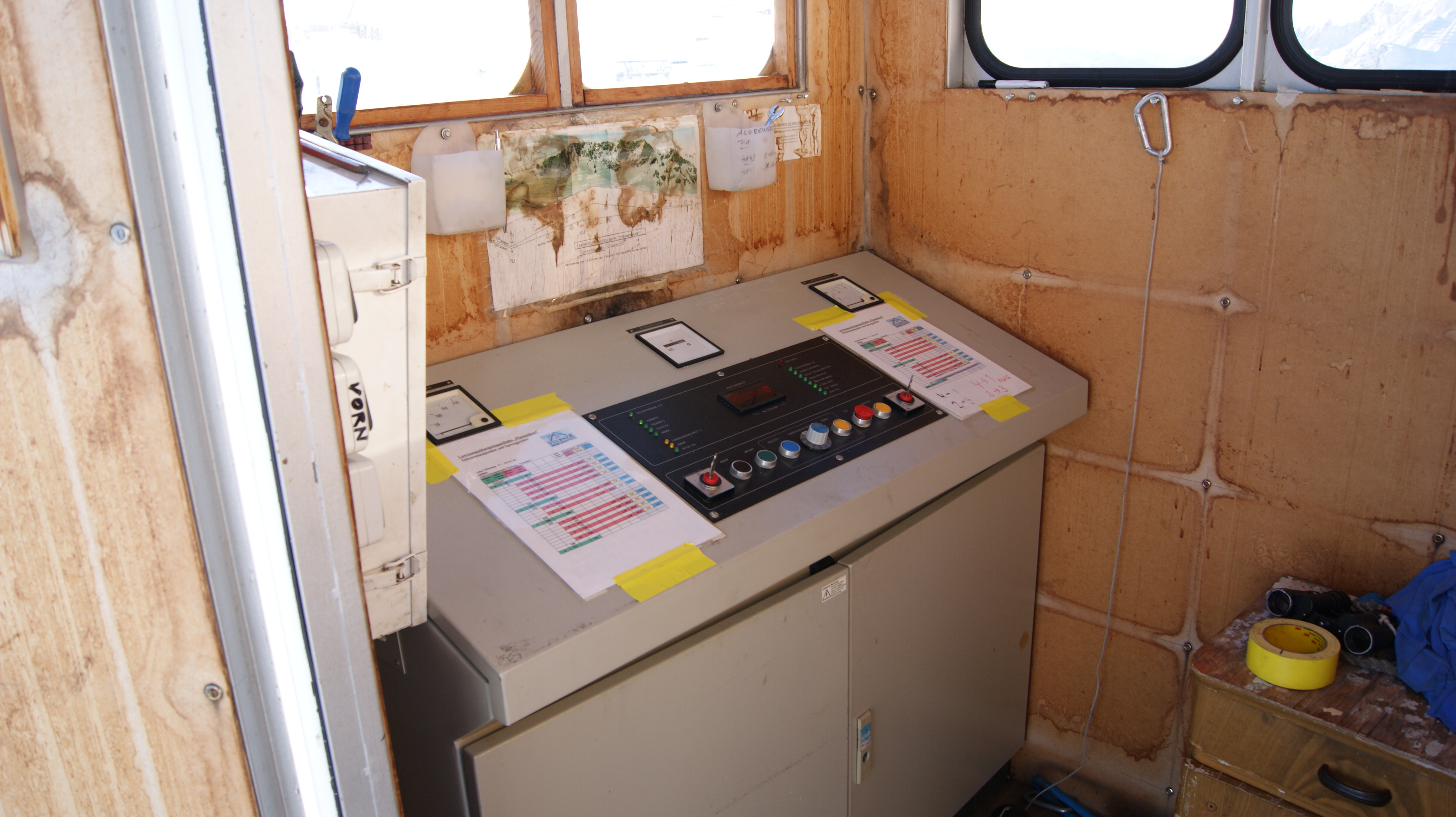
Führerstand der Sprengseilbahn Valfagehr

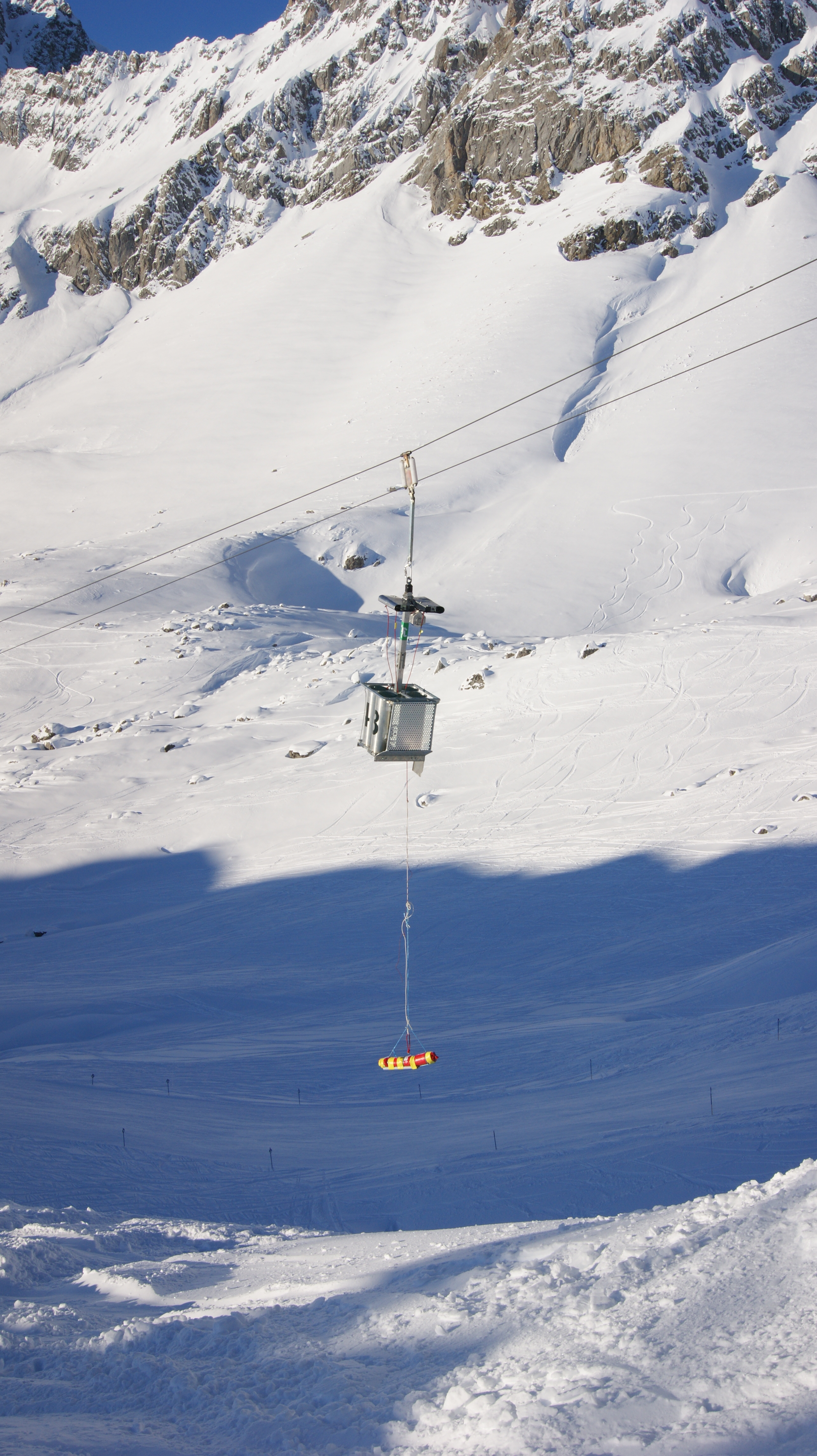
Abwurfgerät bei der Sprengseilbahn Valfagehr – nach dem Testabwurf mit der am Seil gesicherten Sprengladung (5 kg)

Bei einer Lawinenauslösung mit einer Seilbahn wird der Sprengstoff mit der Seilbahn transportiert und von dort abgeworfen. Es kann sich dabei um eine bestehende Anlage (z. B. Personen-Seilbahn) handeln oder um eine speziell für diesen Zweck dauerhaft errichtete Lawinensprengseilbahn.

## Seilbahnen für Lawinensprengungen
Personenseilbahnen können mit Genehmigung der zuständigen Behörde unter Umständen auch für die Vornahme von Lawinensprengungen zugelassen werden.
Lawinensprengseilbahn (kurz: Sprengseilbahn oder Lawinensprengbahn, engl.: Avalanche blasting ropeway, franz.: Câble transporteur d'explosif, Abk.: CATEX) sind spezielle Materialseilbahnen. Sie dienen ausschließlich dem Zweck, um Sprengladungen an einen oder mehrere vordefinierte Zielpunkte zu befördern, damit diese dort detonieren und eine Lawine auslösen können. Die erste Lawinensprengseilbahn in Österreich wurde 1964 am Trittkopf von Helmut Müller erstellt.
Sprengseilbahnen können mit Handantrieb oder Maschinenantrieb ausgerüstet sein.

### Vorteile
- Überschneesprengung mit großer Ladung (bis 5 kg) erzeugt einen maximalen Wirkungsbereich (bis 260 Meter im Durchmesser),
- Mit einer Anlage können unter Umständen mehrere Lawinen-Anrissbereiche angefahren werden,
- Wetterunabhängige Auslösung
- im Gefahrenbereich befindet sich kein Personal,
- der Sprengpunkt kann entlang der Seillinie frei und nach den Erfordernissen der Schneelage ausgewählt werden.

### Nachteile
- Nachteil von Sprengungen aus Seilbahnen ist, dass diese oftmals zu langsam sind, um mehrere Ladungen in der begrenzten Zeit (z. B. am Morgen vor der Betriebs- bzw. Pistenöffnung) ausbringen zu können,
- Sprengseilbahnen sind wegen der seltenen Inbetriebnahme und Exponiertheit anfällig auf Raureif, Vereisung und Windeinwirkung,
- Der Zugang zur Antriebsstation kann wegen der Exponiertheit der Anlage manchmal aufwändig und gefährlich sein.

## Sprengung

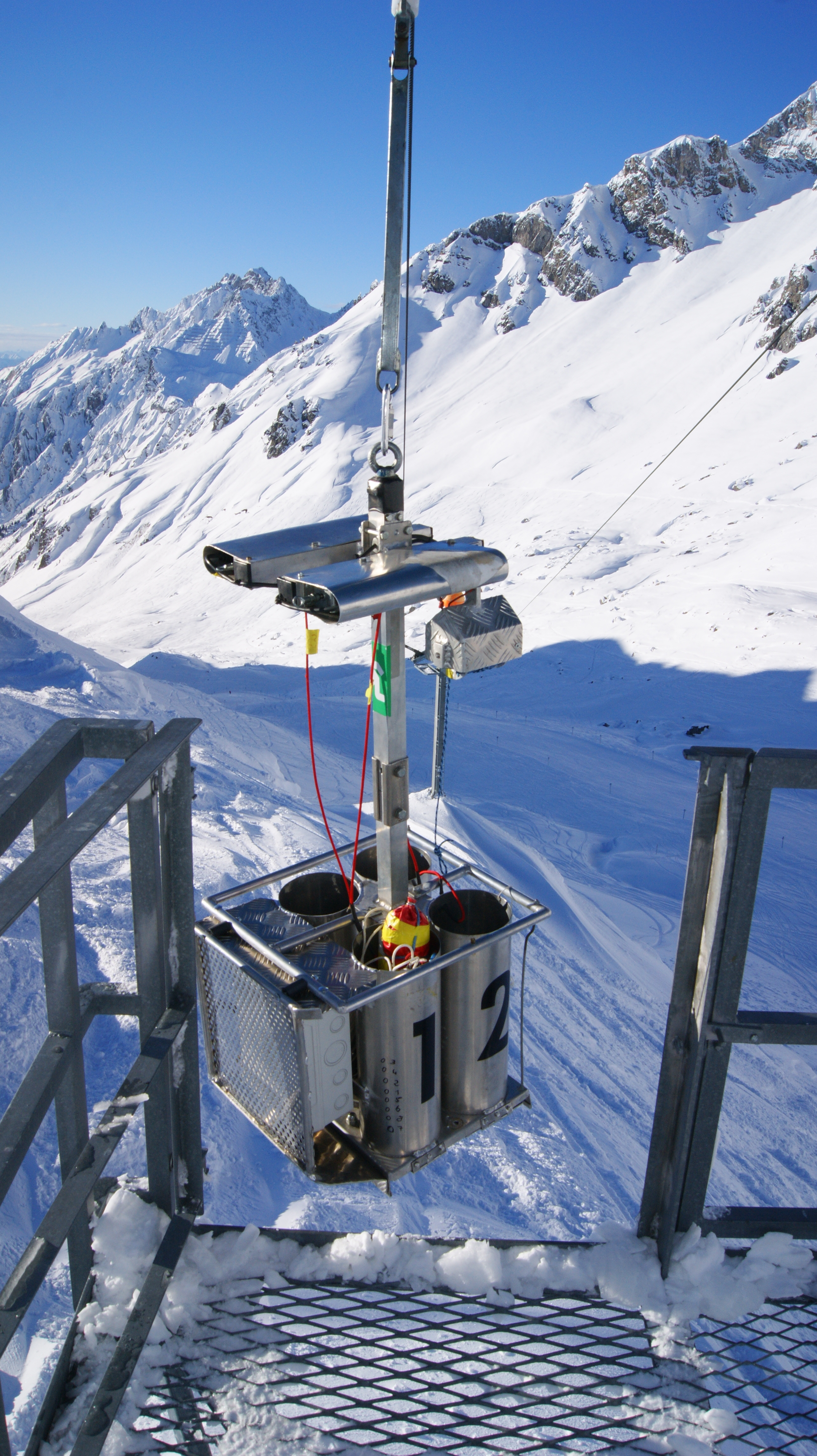
Abwurfgerät bei der Sprengseilbahn Valfagehr

Die scharfen Sprengladungen werden von Hand aus der Seilbahnkabine bei Personenseilbahnen geworfen oder abgeseilt oder bei der Lawinensprengseilbahn mit einem Absenkgerät oder Abwurfgerät in Position und zur Detonation gebracht (siehe auch: Lawinenauslösung von Hand). Der ideale Sprengpunkt liegt zwischen 0,5 und ca. 3 m über der Schneedecke. Bei den meisten Sprengungen liegen die Ladungsgrößen zwischen einem und fünf Kilogramm.
Bei der Sprengseilbahn muss die Ladung unter Umständen bereits in der Antriebsstation scharf gemacht und die Zeitzündschnur gezündet werden. Die Zeitzündschnur ist dann so zu bemessen, dass die tatsächliche Beförderungszeit und Absenkzeit oder Abwurfzeit der Sprengladung mit der Brennzeit der Zündschnur (110 bis 130 sek/m) übereinstimmt. Dabei kann wegen Schnee- und Eisbildung unter Umständen eine weitere Verzögerung hinzuzurechnen sein. Auch ist einzuberechnen, dass sich die Mitarbeiter in einen sicheren Bereich begeben können müssen, falls die Ladung gezündet ist, jedoch den Zielpunkt nicht erreicht. Bei Lawinensprengungen aus Personenseilbahnen dürfen die Sprengladungen in Österreich ausschließlich elektrisch gezündet werden.
In Österreich müssen bei Seilbahnunternehmen mindestens zwei Sprengbefugte beschäftigt sein. Für den Betrieb einer Sprengseilbahn muss ein Maschinist, der auch gleichzeitig Sprenggehilfe sein kann, beschäftigt werden. Sprengungen mit der Sprengseilbahn dürfen nur durchgeführt werden, wenn zuvor fest- und sichergestellt ist, dass alle Teile funktionsfähig sind und ein sicherer Zugang zu den Anlageteilen möglich ist.

### Ladungsabwerfer
Ladungsabwerfer bei Sprengseilbahnen ermöglichen es, mit einer Fahrt zwei bis vier Sprengladungen mit je bis zu 5 kg pro Ladung am jeweiligen Zielpunkt einzeln mit einem Funkbefehl abzuwerfen. Während dem Fall der Sprengladung kann auch eine Doppelzündung aktiviert werden. Die Ladung hängt nach dem Abwurf an einer Schnur über der Schneedecke. Die Schnur wird nach der Detonation abgeworfen, damit sich diese nicht bei der Rückfahrt des Abwurfgerätes irgendwo verhängen kann.

### Absenkgerät

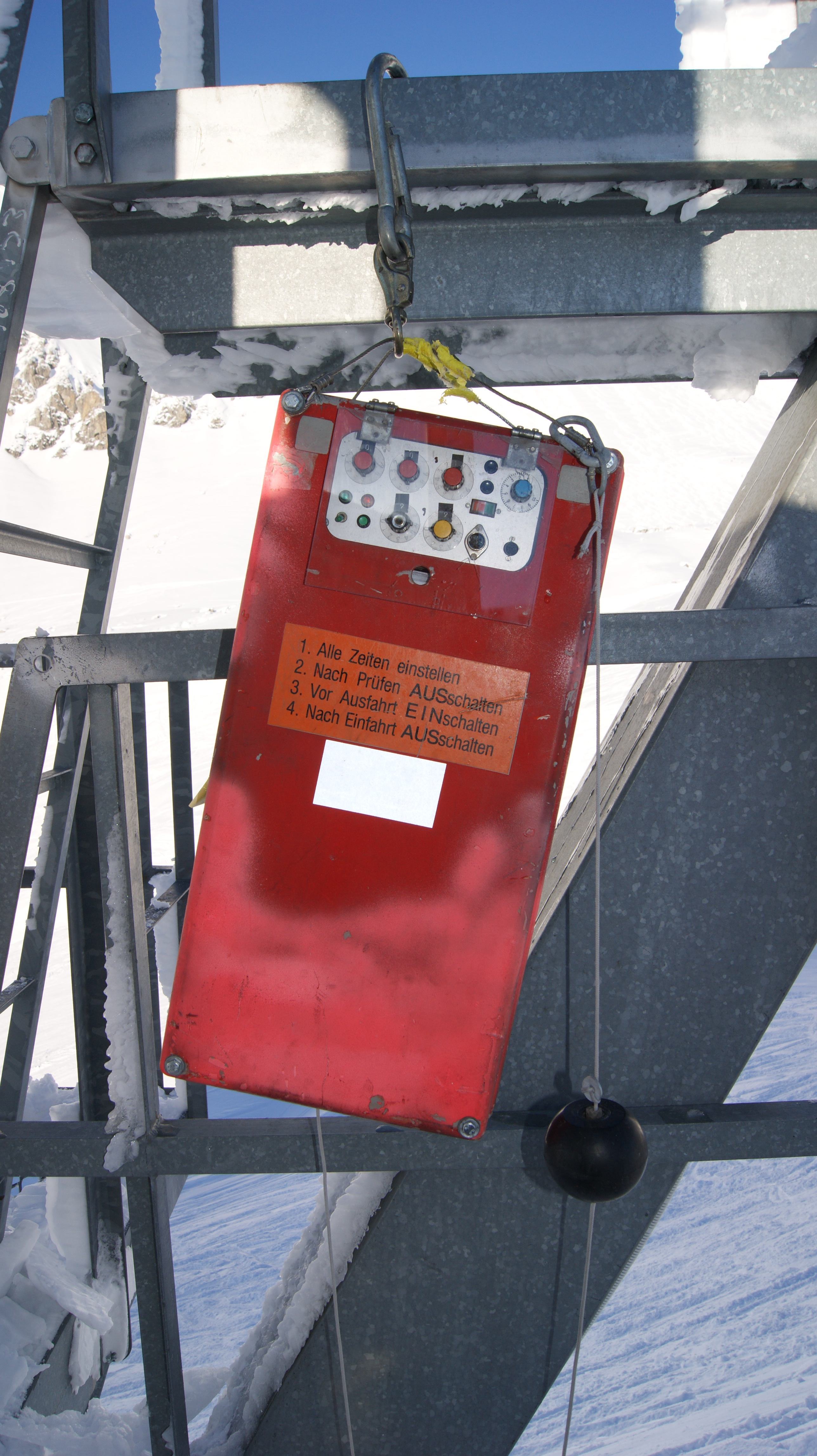
Absenkgerät bei der Sprengseilbahn Valfagehr

Ein Absenkgerät ermöglicht es, die Sprengladung so dicht über den Boden zur Auslösung zu bringen, dass ein Maximum an Wirkung erzielt wird. Die Trasse von Sprengseilbahnen verläuft in der Regel unterschiedlich hoch über Grund. Dabei wird das Absenkgerät am Gehänge des Förderseiles eingehängt und die Sprengladung am Seil des Absenkgerätes. Über eine einstellbare Zeituhr wird ein Elektromotor eingeschaltet, der die Schnur, an der die Sprengladung hängt, absenkt bis zur Schneeoberfläche. Nach automatischer Feststellung der Entlastung beim Aufsetzen der Sprengladung auf der Schneedecke, wird das Seil wieder automatisch hochgespult, bis die Sprengladung etwa 2 bis drei Meter über Grund hängt. Nach einer vorgegebenen Zeit wird die Schnur nach der Detonation – oder mit dem Versager – wieder aufgewickelt und das Gehänge in die Antriebsstation gefahren.

### Lawinensprengstoffe
Der im Handel für die Zwecke der Lawinensprengung in Europa eingesetzte Sprengstoff ist insbesondere im Hinblick auf die Handhabungssicherheit auch bei tiefen Temperaturen und die Feuchtigkeitsunempfindlichkeit für diese Zwecke ausgewählt und geeignet. Der Sprengstoff sollte eine möglichst starke Schockwelle auslösen, weswegen in der Regel nur hochbrisante Sprengstoffe zum Einsatz kommen, die eine hohe Detonationsgeschwindigkeit haben. Sprengstoffe die eine hohe Detonationsgeschwindigkeit aber auch einen hohen Sprengölgehalt (z. B. Knauerit-Alpinit etc.) haben, sind wegen der unter Umständen tiefen Umgebungstemperaturen ungeeignet, da Sprengöl bei etwa −6° fest wird und der Sprengstoff die Handhabungssicherheit einbüßt. In Deutschland ist nur die Verwendung von pulverförmigen Sprengstoffen (z. B. Sytamit) zulässig, die kein Sprengöl enthalten, aber feuchtigkeitsempfindlich sind. Häufig verwendete Sprengstoffe in Österreich und der Schweiz sind z. B.: Riomon T1 (früher: Sytamit) oder Emulex. Das früher verwendete Lawinit von Austin Powder wird nicht mehr hergestellt.
Im Gegensatz zum Gesteinsabbau durch Sprengungen ist bei der Lawinensprengung keine genaue Lademengenberechnung erforderlich. Die Ladungsmenge zwischen 2 und 2,5 kg bzw. 4 und 5 kg ist in der Praxis für fast alle Anwendungsbereiche geeignet. Durch eine Unter- oder Überdimensionierung der Ladung kann grundsätzlich kein Schaden entstehen.

## Einsatz
Der Einsatz der Seilbahn zur Lawinenauslösung ist bei fast jeder Witterung möglich. Für den Einsatz von Sprengstoff zur Lawinenauslösung ist in Österreich und der Schweiz eine spezielle Genehmigung erforderlich. Aufgrund der vielfältigen Ausbildung sind Unfälle beim Absprengen von Lawinen durch Sprengstoffe sehr selten.
Für den Einsatz des Systems ist in Österreich eine Sprengbefugtengenehmigung mit Spezialausbildung zum Lawinensprengen erforderlich.

### Anordnungsbefugnis und Haftung
Die Anordnung eines Einsatzes von Sprengstoffen zur Lawinenauslösung für einen bestimmten Bereich trifft in der Regel die Lawinenkommission oder eine ähnliche Einrichtung. Ein Sprengberechtigter ist grundsätzlich nicht von sich aus befugt, Lawinensprengungen vorzunehmen. Nach der erteilten Genehmigung zur Durchführung der Sprengarbeit selbst hingegen, ist alleine der Sprengberechtigte verantwortlich und anordnungsberechtigt. Er bestimmt, wie der Sprengstoff und Zündmittel von wem transportiert wird, wie viel Sprengstoff eingesetzt wird, von wo aus die entsprechende Ladung zur Detonation gebracht wird, wie die Absperr- und Sicherungsmaßnahmen vorzunehmen sind, welche Personen ihn begleiten und wer die Sprengladung zündet etc. Die Seilbahnbediensteten sind dem Sprengberechtigten gegenüber weisungsgebunden.

### Detektion
Ob die Detonation und der Sprengerfolg eingetreten ist, wird jeweils durch eine Sichtkontrolle und vorab händische Dokumentation, ob eine Lawine abgegangen ist oder nicht, aufgezeichnet.

### Versagerbeseitigung
Falls Versager nicht mehr in die Antriebsstation gefahren werden können, sind diese schnellstmöglich zu bergen. Dabei muss jedoch eine Mindestwartezeit eingehalten werden (in Österreich z. B. 15 Minuten nach dem Zünden bis zur Bergung).